# Cabernet Dorsa
Cabernet Dorsa je středně pozdní až pozdní moštová odrůda révy vinné (Vitis vinifera), používaná k výrobě červených vín. Odrůda byla vyšlechtěna v roce 1971 ve Státním vinařském ústavu ve Weinsbergu, v Německu, křížením odrůd Frankovka a Dornfelder.

## Popis

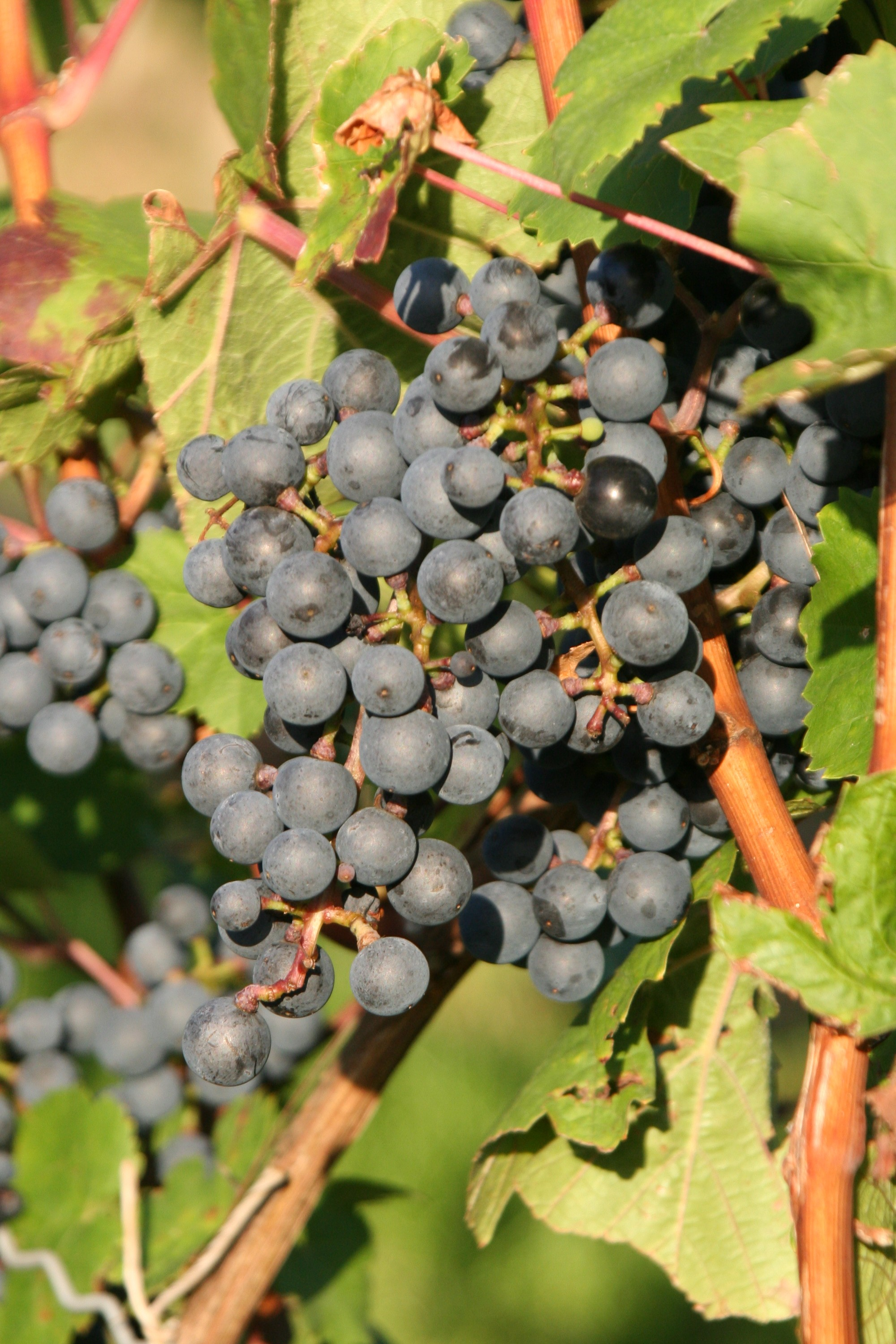
Cabernet Dorsa, vinice Schemelsberg ve Weinsbergu

Réva vinná (Vitis vinifera) odrůda Cabernet Dorsa je jednodomá dřevitá pnoucí liána, dorůstající v kultuře až několika metrů. Kmen tloušťky až několik centimetrů je pokryt světlou borkou, která se loupe v pruzích. Úponky révy umožňují této rostlině pnout se po pevných předmětech. Růst je středně bujný až bujný s polovzpřímenými až vzpřímenými letorosty. Vzhledově je odrůda podobná odrůdě Dornfelder. Vrcholky letorostů jsou otevřené, málo pigmentované antokyaniny, zelenkavé barvy, slabě ochmýřené. Mladé lístky jsou světle zelené s bronzově červeným nádechem. Jednoleté réví je žlutavě hnědé.
List je středně velký až velký, tří- až pětilaločnatý se středně hlubokými výkroji, horní výkroje jsou lyrovité, otevřené s oblým dnem, čepel listu je hladká až slabě puchýřnatá, nálevkovitá, řapíkový výkroj je úzce otevřený až překrytý, ve tvaru písmene „V“ až lyrovitý s ostrým dnem či lancetovitý. Žilnatina listu v oblasti napojení řapíku je středně silně pigmentovaná antokyaniny.
Oboupohlavní pětičetné květy v hroznovitých květenstvích jsou žlutozelené, samosprašné. Hrozny jsou středně velké až velké (150 g), řidší až poměrně husté, bobule středně velké (15 mm), krátce oválné, tmavomodré až modročerné, dužina je mírně narůžovělá, ovocité chuti.

## Původ a rozšíření
Cabernet Dorsa je moštová odrůda révy vinné (Vitis vinifera). Byla vyšlechtěna roku 1971 ve Státním vinařském ústavu ve Weinsbergu, ve Württembersku, v Německu, křížením odrůd Frankovka a Dornfelder, což bylo zjišteno až analýzou DNA. Původně bylo udáváno, že se jedná o křížení Dornfelder a Cabernet Sauvignon. Šlechtitelem odrůdy je Dr. Schleip, v Německu byla registrována roku 2003.
Ze stejného křížení pochází i sesterská odrůda Acolon a Cabernet Dorio.
V Německu byla odrůda Cabernet Dorsa roku 2007 pěstována na 222 hektarech vinic, převážně v regionech Falcko, Rheinhessen a Bádensko, osazené plochy mají mírně stoupající tendenci. Na malých plochách byla odrůda pěstována i ve Švýcarsku, r. 2007 na 20,4 ha.
Ve Státní odrůdové knize České republiky je odrůda zapsána od roku 2011. V poslední době se vína z odrůdy Cabernet Dorsa vzácněji objevují i v ČR, zejména na oblastních výstavách na Moravě.

## Název
Slovo „cabernet“ vzniklo ve Francii, v oblasti Médoc, v regionu Bordeaux, patrně je odvozeno od latinského slova „caput“, zde ve smyslu „odrůda révy, dávající černá vína“. Poprvé bylo v literatuře zmíněno až roku 1866. Slovo „dorsa“ je složeninou názvů odrůd, slov "dornfelder" a "sauvignon".
V Rusku je pro odrůdu používán název Каберне Дорса, šlechtitelský název odrůdy byl We 71-817-92.

## Pěstování
Réví vyzrává poměrně dobře, lépe než u odrůdy Dornfelder, odrůda nemá sklon ke sprchávání. Má relativně dobrou odolnost vůči zimním mrazům (-19 až -22 °C). Z podnoží vyhovují SO-4 a 125 AA. Doporučované zatížení pro tuto odrůdu je 4-6 oček na m². Je možné využívat řez na krátké i dlouhé plodné dřevo. Hrozny dosahují vyšší cukernatosti, než odrůda Dornfelder. V Německu v období let 1982–2006 byl průměrný výnos střední, 10,2 t/ha při vysoké cukernatosti 89 °Oe a střední aciditě, 8,4 g/l. Jedná se tedy o odrůdu kvalitativní.

### Fenologie
Odrůda raší raně až středně pozdně, kvete středně pozdně až pozdně, dozrává středně pozdně až pozdně, koncem září až začátkem října.

### Choroby a škůdci
Odolnost k plísni révové (Plasmopara viticola) je střední až nízká, odolnost k padlí révovému (Uncinula necator) je nízká. Odolnost k plísni šedé (Botrytis cinerea) je střední až dobrá.

### Poloha a půdy
Požadavky na polohu jsou střední až vysoké, dobře prospívá na výživných a vododržných půdách.

## Víno
Odrůda dává kvalitativně vysoce hodnotná a ceněná plná vína. Kabernetové (popřípadě merlotové) tóny jsou ve vínech cítit, ale nejsou „vlezlé“, vína mají s charakteristickým aroma zelené papriky i výraznou chuť a vůni třešní. Jsou „mezinárodního“ charakteru, mezitypem německých ovocitých vín a vín jihu s drsnými taniny. Zpravidla jsou výrazně temně zbarvená, hodí se ke školení v sudech barrique i ke zrání v dřevěných sudech a jsou schopná dlouhodobě vyzrávat i na láhvi.